# Can Lis
Can Lis är en villa som arkitekten Jørn Utzon byggde åt sig själv och hustrun Lis Utzon i närheten av fiskesamhället Portopetro på Mallorca år 1972.
Utzon besökte Mallorca 1966 på väg hem från Australien efter en konflikt med myndigheterna om byggnationen av operahuset i Sydney. Han tyckte om ön och bestämde sig för att bygga en sommarbostad där.
Can Lis ligger på en klippa med utsikt över Medelhavet och består av fyra byggnader i rosa sandsten som förbinds med murar och stenlagda innergårdar. De olika byggnaderna har olika funktion med kök och matsal i en, vardagsrum i en annan och sov- och gästrum i de övriga. Utzon ändrade ritningarna medan byggnationen pågick så att ljuset utnyttjades optimalt. Han inspirerades av hur ljuset utnyttjades i Alvar Aaltos Villa Mairea, men tvingades ta hänsyn till det skarpa ljuset på Mallorca. Villan är därför försedd med loggior och takutsprång som liksom pinjeträden skuggar för solen. Delar av inredningen är tillverkad av sten.
Paret Utzon använde Can Lis i nästan tjugo år innan de beslöt sig för att bygga ett nytt hus, Can Feliz, på en mera ostörd plats på Mallorca. Barnen däremot fortsatte att använda Can Lis till år 2011 då de överlät det till en stiftelse som bildats för att förvalta Utzon Center i Århus.
Huset har renoverats och används största delen av året av arkitekter och konstnärer inom arkitektur som tilldelas stipendium från Statens Kunstfond.